# Grande Prêmio dos Estados Unidos de 2016
Grande Prêmio dos Estados Unidos de 2016 (formalmente denominado 2016 Formula 1 United States Grand Prix) foi a decima oitava etapa da temporada de 2016 da Fórmula 1. Foi disputado no dia 23 de outubro de 2016 no Circuito das Américas, Austin, Estados Unidos.

## Relatório

### Antecedentes
Hulkenberg na Renault
Uma mudança que estava sendo especulada nos bastidores da Fórmula 1 foi concretizada nesta sexta-feira. Nico Hulkenberg, que tinha vínculo com a Force India para 2017, foi liberado pela escuderia e assinou um contrato de “múltiplos anos” com a Renault, que atualmente conta com Jolyon Palmer e Kevin Magnussen, mas não definiu a dupla completa para a próxima temporada. Com a transferência de Hulk, restam apenas dez vagas no grid a definir para o ano que vem.
O piloto alemão compete na Force India desde 2014, após correr pela equipe dois anos antes. Ele estreou na Fórmula 1 em 2010, na Williams, e ganhou notoriedade ao conquistar uma surpreendente pole position no GP do Brasil daquele ano. Em 2013, Hulk teve uma rápida passagem pela Sauber.
Permanência de Daniil Kvyat na STR
Rebaixado da RBR para a STR durante a temporada 2016, russo de 22 anos chegou a ter futuro ameaçado na F1 após má fase, Daniil Kvyat vai correr tranquilo no GP dos EUA deste fim de semana. Isso porque ele terá mais uma temporada de oportunidade de mostrar seu trabalho à companhia de energéticos que comanda a RBR e a STR. Neste sábado, a STR confirmou o russo como titular em 2017, ao lado de seu atual companheiro Carlos Sainz Jr., que já havia sido anunciado anteriormente.
O anúncio põe fim às especulações sobre a segunda vaga na equipe coirmã da RBR e sobre o futuro do jovem russo de 22 anos. Kvyat começou a temporada na escuderia austríaca, mas foi “rebaixado” para a STR após a 4ª etapa do ano para dar lugar para o badalado Max Verstappen. Batido regularmente por Sainz, ele viu sua continuidade no time e na categoria ameaçado. Boatos chegaram a apontar que Kvyat seria substituído por Pierre Gasly a partir da 15ª etapa, em Cingapura. Entretanto, Helmut Marko, homem forte da companhia, garantiu que o russo teria até o fim do ano para mostrar serviço e provar que poderia seguir na equipe em 2017. O piloto reagiu nas últimas etapas e convenceu a cúpula da empresa de que merecia uma outra chance.

### Treino Classificatório
Q1
Reclamando de problemas nos freios, Felipe Nasr fez o segundo pior tempo do Q1, 1m38s583, foi eliminado logo de cara e terá que largar em penúltimo, enquanto Marcus Ericsson conseguiu beliscar um lugar no Q2. Atrás do brasileiro, apenas Esteban Ocon, da Manor. A decepção ficou por conta de Jenson Button, que pegou tráfego e caiu fora em 19º. Quem atrapalhou o britânico da McLaren foi seu compatriota Jolyon Palmer, da Renault, que abocanhou a última vaga no Q2. Os outros eliminados foram  Romain Grosjean (Haas), Kevin Magnussen (Renault) e Pascal Wehrlein (Manor). Lá na frente, Hamilton (1m36s296) e Rosberg (1m36s397) ditaram o ritmo com as Mercedes, acompanhados de perto pela dupla da RBR, Verstappen e Ricciardo. Massa avançou em nono, à frente de Bottas.
Eliminados: Romain Grosjean (Haas), Jenson Button (McLaren), Kevin Magnussen (Renault), Pascal Wehrlein (Manor), Felipe Nasr (Sauber) e Esteban Ocon (Manor).
Q2
Felipe Massa (Williams) deixou para ir para a pista nos minutos finais do Q2 para poupar pneus e conseguiu a décima e última vaga no Q3. Jolyon Palmer (Renault) e Esteban Gutiérrez (Haas) cruzaram logo depois, mas não foram capazes de derrubar o brasileiro. Também foram eliminados: Sergio Pérez (Force India), Fernando Alonso (McLaren), Daniil Kvyat (STR) e Marcus Ericsson (Sauber). No topo da tabela foi a vez de Daniel Ricciardo, com o tempo de 1m36s255, desbancar as Mercedes de Rosberg e Hamilton. A dupla da Ferrari veio a seguir, com Vettel e Raikkonen.
Eliminados: Sergio Pérez (Force India), Fernando Alonso (McLaren), Daniil Kvyat (STR) Jolyon Palmer (Renault), Esteban Gutiérrez(Haas) e Marcus Ericsson (Sauber).
Q3
Rosberg foi o primeiro a marcar tempo no Q3. E que tempo: 1m35s442. Mas Hamilton veio logo na sequência e cravou 1m35s370, sendo 72 milésimos mais veloz que o companheiro. Ricciardo e Verstappen, da RBR, passaram meio segundo acima das Mercedes, enquanto Vettel e Raikkonen, de Ferrari, passaram meio segundo acima das RBRs. Os seis pilotos voltaram aos boxes para colocar novos jogos de pneus, enquanto Hulk, Sainz, Bottas e Massa, por sua vez, deixaram para ir para a pista somente na parte final para poupar equipamento.
Nos instantes finais do Q3, Rosberg pulou para a ponta com 1m35s215. Mas a felicidade do alemão durou pouco. Hamilton passou a seguir e anotou um impressionante 1m34s999, garantindo a pole position. Ricciardo e Verstappen melhoraram suas marcas e mantiveram-se em terceiro e quarto. Já Raikkonen passou Vettel e ficou com a quinta colocação. Massa anotou 1m37s269 e ficou com o nono tempo, atrás de Hulk e Bottas, mas à frente de Sainz.
Resultado: Lewis Hamilton (Mercedes), Nico Rosberg (Mercedes), Daniel Ricciardo (RBR), Max Verstappen (RBR), Kimi Raikkonen (Ferrari), Sebastian Vettel (Ferrari), Nico Hulkenberg (Force India), Valtteri Bottas (Williams), Felipe Massa (Williams) e Carlos Sainz Jr. (STR).

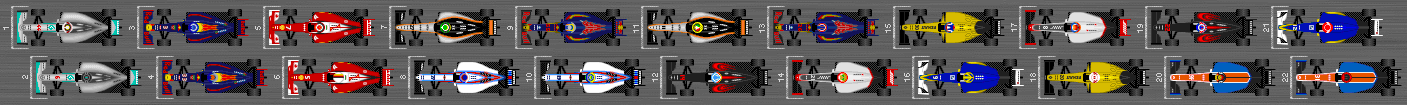
Grid de Largada

### Corrida
Pole position, Hamilton dessa vez tracionou bem e manteve a ponta. Rosberg, por sua vez, tentou abrir para fazer a tomada da primeira curva e deu espaço para Ricciardo colocar por dentro e assumir a segunda posição. Raikkonen tomou o quarto lugar de Verstappen, enquanto Vettel seguiu em sexto. Sétimo colocado, Hulk acabou tocando em Vettel e Bottas e danificou o carro. Melhor para Massa, que ganhou duas posições e subiu para sétimo.
Depois de largar em 11º, Pérez se envolveu em incidente com Kvyat, rodou e caiu para 15º, enquanto o russo seguiu  em 12º. Hulk recolheu para os boxes no fim da primeira volta e abandonou. Com um pneu furado, Bottas também fez um pit stop, mas retornou à pista. A direção de prova abriu investigação por um incidente entre Nasr e Ocon, mas não esclareceu em que momento da corrida aconteceu. Ricciardo e Raikkonen abriram os trabalhos nos boxes entre os ponteiros. Ambos trocaram os pneus supermacios por macios e retornaram, respectivamente, em oitavo e nono. Na primeira rodada de pit stops, os ponteiros Hamilton, Ricciardo, Rosberg, Raikkonen e Verstappen tomaram estratégias de pneus diferentes. Hamilton seguiu com os macios e só perdeu a liderança momentaneamente para Vettel, último dos seis primeiros a parar. Ricciardo e Raikkonen trocaram os pneus supermacios por macios. Rosberg trocou os compostos macios pelos médios. Sexto colocado, Vettel decidiu alongar o stint de supermacios e assumiu a liderança provisória. Verstappen ultrapassou Raikkonen e tomou a quinta colocação. Massa fez seu pit stop nessa volta e manteve-se em sétimo. Vettel, enfim fez seu pit stop, trocou os supermacios pelos macios e retornou em sexto, atrás de Raikkonen. Hamilton, com isso, retornou para a primeira colocação. Mais veloz da pista naquela altura, Verstappen começou a ameaçar a terceira colocação de Rosberg. Mas o alemão apertou o ritmo e voltou a se distanciar. Gutiérrez ficou repentinamente lento na pista, recolheu para os boxes e abandonou. Após 20 voltas completadas, Hamilton liderava com 7s de vantagem para Ricciardo. Rosberg aparecia em terceiro, seguido de Verstappen, Raikkonen e Vettel. Massa era o 7º, e Nasr, único que ainda não havia parado nos boxes, era o 13º. Ricciardo e Raikkonen abriram a segunda rodada de pit stops e colocaram, respectivamente, médios e macios. Verstappen entrou nos boxes na volta seguinte, mas não havia sido chamado. Resultado: precisou esperar os mecânicos se prepararem e perdeu segundos preciosos. Vettel foi mais um a parar nos boxes e colocou os médios.
As coisas ainda piorariam para Verstappen. Seu carro começou a falhar. O holandês chegou a tentar continuar, mas não foi possível e ele precisou encostar fora da pista. O safety car virtual foi acionado.
Hamilton e Rosberg aproveitaram o safety car virtual acionado pelo abandono de Verstappen e anteciparam seus pit stops. Bom para o inglês, que se manteve na liderança, melhor para o alemão, que ganhou a segunda posição de Ricciardo. Quem também aproveitou para parar nos boxes foi Nasr. A corrida foi retomada na 33ª volta. Hamilton liderava, 10s à frente de Rosberg. O alemão, por sua vez, tinha uma vantagem confortável de 5s para Ricciardo. Raikkonen, enquanto isso, passou a se aproximar do australiano. Vettel era o quinto, seguido de Sainz, Massa e Alonso. Nasr aparecia em 16º. Raikkonen fez seu terceiro pit stop. No entanto, um dos mecânicos não conseguiu fixar uma das rodas a tempo e a equipe mandou o finlandês parar logo que saiu nos boxes. O “Homem de Gelo” aproveitou a ladeira e deixou o carro andar para trás, voltou ao pitlane e abandonou.
Sexto colocado com o abandono de Raikkonen, Massa começou a se aproximar de Sainz, o quinto colocado. Junto com ele, vinha Alonso. Em segundo, Rosberg passou a tirar a diferença para o líder Hamilton de pouco em pouco. À caça de Sainz, Massa foi atrapalhado por um erro do jovem espanhol e acabou sendo surpreendido por outro espanhol, Alonso. O veterano jogou por dentro, tocou roda com roda com o brasileiro e tomou o sexto lugar. Por causa do choque, Massa teve um pneu furado e precisou fazer um pit stop extra.
No pega mais emocionante da corrida, Alonso colocou do lado de Sainz e assumiu a 5ª colocação em uma belíssima manobra e celebrou pelo rádio com um "Iha!". Hamilton adminstrou a vantagem e cruzou a linha de chegada com 4s5 de vantagem para Rosberg. Ricciardo completou o pódio, seguido de Vettel. Alonso garantiu o quinto lugar, acompanhado de Sainz. Apesar do pit stop extra, Massa ainda foi sétimo. Pérez, Button e Grosjean completaram os dez primeiros, que marcaram pontos. Felipe Nasr fechou a prova em 15º.

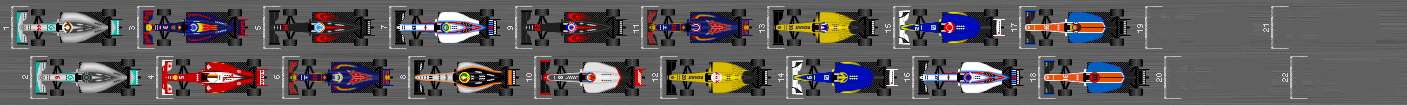
Resultado da Corrida

## Pneus
| Nome do composto | Cor | Banda de rolamento | Condições de Tempo | Dry Type  | Aderência      | Longevidade   |
| ---------------- | --- | ------------------ | ------------------ | --------- | -------------- | ------------- |
| Super Macio      |     | Slick (P Zero)     | Seco               | Supersoft | Mais aderência | Menos durável |
| Macio            |     | Slick (P Zero)     | Seco               | Soft      | Médio          | Médio         |
| Medio            |     | Slick (P Zero)     | Seco               | Medium    | Médio          | Médio         |

## Resultados

### Treino Classificatório
| Pos.                     | Nº | Piloto            | Construtor           | Q1       | Q2       | Q3       | Grid |
| ------------------------ | -- | ----------------- | -------------------- | -------- | -------- | -------- | ---- |
| 1                        | 44 | Lewis Hamilton    | Mercedes             | 1:36.296 | 1:36.450 | 1:34.999 | 1    |
| 2                        | 6  | Nico Rosberg      | Mercedes             | 1:36.397 | 1:36.351 | 1:35.215 | 2    |
| 3                        | 3  | Daniel Ricciardo  | Red Bull-TAG Heuer   | 1:36.759 | 1:36.255 | 1:35.509 | 3    |
| 4                        | 33 | Max Verstappen    | Red Bull-TAG Heuer   | 1:36.613 | 1:36.857 | 1:35.747 | 4    |
| 5                        | 7  | Kimi Raikkonen    | Ferrari              | 1:36.985 | 1:36.584 | 1:36.131 | 5    |
| 6                        | 5  | Sebastian Vettel  | Ferrari              | 1:37.151 | 1:36.462 | 1:36.358 | 6    |
| 7                        | 27 | Nico Hulkenberg   | Force India-Mercedes | 1:36.950 | 1:36.626 | 1:36.628 | 7    |
| 8                        | 77 | Valtteri Bottas   | Williams-Mercedes    | 1:37.456 | 1:37.202 | 1:37.116 | 8    |
| 9                        | 19 | Felipe Massa      | Williams-Mercedes    | 1:37.402 | 1:37.214 | 1:37.269 | 9    |
| 10                       | 55 | Carlos Sainz Jr.  | Toro Rosso-Ferrari   | 1:37.744 | 1:37.175 | 1:37.326 | 10   |
| 11                       | 11 | Sergio Pérez      | Force India-Mercedes | 1:37.345 | 1:37.353 | —        | 11   |
| 12                       | 14 | Fernando Alonso   | McLaren-Honda        | 1:37.913 | 1:37.417 | —        | 12   |
| 13                       | 26 | Daniil Kvyat      | Toro Rosso-Ferrari   | 1:37.844 | 1:37.480 | —        | 13   |
| 14                       | 21 | Esteban Gutierrez | Haas-Ferrari         | 1:38.053 | 1:37.773 | —        | 14   |
| 15                       | 30 | Jolyon Palmer     | Renault              | 1:38.084 | 1:37.935 | —        | 15   |
| 16                       | 9  | Marcus Ericsson   | Sauber-Ferrari       | 1:38.040 | 1:39.356 | —        | 16   |
| 17                       | 8  | Romain Grosjean   | Haas-Ferrari         | 1:38.308 | —        | —        | 17   |
| 18                       | 20 | Kevin Magnussen   | Renault              | 1:38.317 | —        | —        | 18   |
| 19                       | 22 | Jenson Button     | McLaren-Honda        | 1:38.327 | —        | —        | 19   |
| 20                       | 94 | Pascal Wehrlein   | MRT-Mercedes         | 1:38.548 | —        | —        | 20   |
| 21                       | 12 | Felipe Nasr       | Sauber-Ferrari       | 1:38.583 | —        | —        | 21   |
| 22                       | 31 | Esteban Ocon      | MRT-Mercedes         | 1:38.806 | —        | —        | 22   |
| Tempo dos 107%: 1:43.036 |    |                   |                      |          |          |          |      |
| Fonte:                   |    |                   |                      |          |          |          |      |

### Corrida
| Pos.   | Nu. | Piloto            | Construtor           | Voltas | Tempo/Retirado   | Grid | Pontos |
| ------ | --- | ----------------- | -------------------- | ------ | ---------------- | ---- | ------ |
| 1      | 44  | Lewis Hamilton    | Mercedes             | 56     | 1:38:12.618      | 1    | 25     |
| 2      | 6   | Nico Rosberg      | Mercedes             | 56     | +4.520           | 2    | 18     |
| 3      | 3   | Daniel Ricciardo  | Red Bull-TAG Heuer   | 56     | +19.692          | 3    | 15     |
| 4      | 5   | Sebastian Vettel  | Ferrari              | 56     | +43.134          | 6    | 12     |
| 5      | 14  | Fernando Alonso   | McLaren-Honda        | 56     | +1:33.953        | 12   | 10     |
| 6      | 55  | Carlos Sainz Jr.  | Toro Rosso-Ferrari   | 56     | +1:36.124        | 10   | 8      |
| 7      | 19  | Felipe Massa      | Williams-Mercedes    | 55     | +1 volta         | 9    | 6      |
| 8      | 11  | Sergio Pérez      | Force India-Mercedes | 55     | +1 volta         | 11   | 4      |
| 9      | 22  | Jenson Button     | McLaren-Honda        | 55     | +1 volta         | 19   | 2      |
| 10     | 8   | Romain Grosjean   | Haas-Ferrari         | 55     | +1 volta         | 17   | 1      |
| 11     | 26  | Daniil Kvyat      | Toro Rosso-Ferrari   | 55     | +1 volta         | 13   |        |
| 12     | 20  | Kevin Magnussen   | Renault              | 55     | +1 volta 1       | 18   |        |
| 13     | 30  | Jolyon Palmer     | Renault              | 55     | +1 volta         | 15   |        |
| 14     | 9   | Marcus Ericsson   | Sauber-Ferrari       | 55     | +1 volta         | 16   |        |
| 15     | 12  | Felipe Nasr       | Sauber-Ferrari       | 55     | +1 volta         | 21   |        |
| 16     | 77  | Valtteri Bottas   | Williams-Mercedes    | 55     | +1 volta         | 8    |        |
| 17     | 94  | Pascal Wehrlein   | MRT-Mercedes         | 55     | +1 volta         | 20   |        |
| 18     | 31  | Esteban Ocon      | MRT-Mercedes         | 54     | +2 voltas        | 22   |        |
| Ret    | 7   | Kimi Raikkonen    | Ferrari              | 38     | Roda             | 5    |        |
| Ret    | 33  | Max Verstappen    | Red Bull-TAG Heuer   | 28     | Caixa de Câmbio  | 4    |        |
| Ret    | 21  | Esteban Gutierrez | Haas-Ferrari         | 16     | Freio            | 14   |        |
| Ret    | 27  | Nico Hulkenberg   | Force India-Mercedes | 1      | Danos de Colisão | 7    |        |
| Fonte: |     |                   |                      |        |                  |      |        |

Nota
↑1  - Kevin Magnussen (Renault) recebeu 5 segundos de penalidade de tempo por fazer uma ultrapassagem ilegal em cima de Daniil Kvyat (Toro Rosso).

## Tabela do campeonato após a corrida
Somente as cinco primeiras posições estão incluídas nas tabelas.
| Pos | Piloto           | Pontos | Var |
| --- | ---------------- | ------ | --- |
| 1   | Nico Rosberg     | 331    | 0   |
| 2   | Lewis Hamilton   | 305    | 0   |
| 3   | Daniel Ricciardo | 227    | 0   |
| 4   | Sebastian Vettel | 177    | 2   |
| 5   | Kimi Raikkonen   | 170    | 1   |

| Pos | Construtor           | Pontos | Var |
| --- | -------------------- | ------ | --- |
| 1   | Mercedes             | 636    | 0   |
| 2   | Red Bull-TAG Heuer   | 400    | 0   |
| 3   | Ferrari              | 347    | 0   |
| 4   | Force India-Mercedes | 138    | 0   |
| 5   | Williams-Mercedes    | 130    | 0   |

|  |         |
|  | Campeão |